# Mravenečník (Wysoki Jesionik)
Mravenečník (historyczna nazwa niem. Ameise Hübl, Ameisenhübel lub Brün Berg) – szczyt (góra) o wysokości 1344 m n.p.m. (podawana jest też wysokość 1342 m n.p.m. , 1342,7 m n.p.m.  lub 1343,0 m n.p.m. ) w paśmie górskim Wysokiego Jesionika (cz. Hrubý Jeseník), w północno-wschodnich Czechach, w Sudetach Wschodnich, na Morawach, w obrębie gminy Loučná nad Desnou, oddalony o około 6,3 km na południowy zachód od szczytu góry Pradziad (cz. Praděd). Rozległość góry (powierzchnia stoków) szacowana jest na około 4,1 km², a średnie nachylenie wszystkich stoków wynosi około 17°.

## Charakterystyka

### Lokalizacja

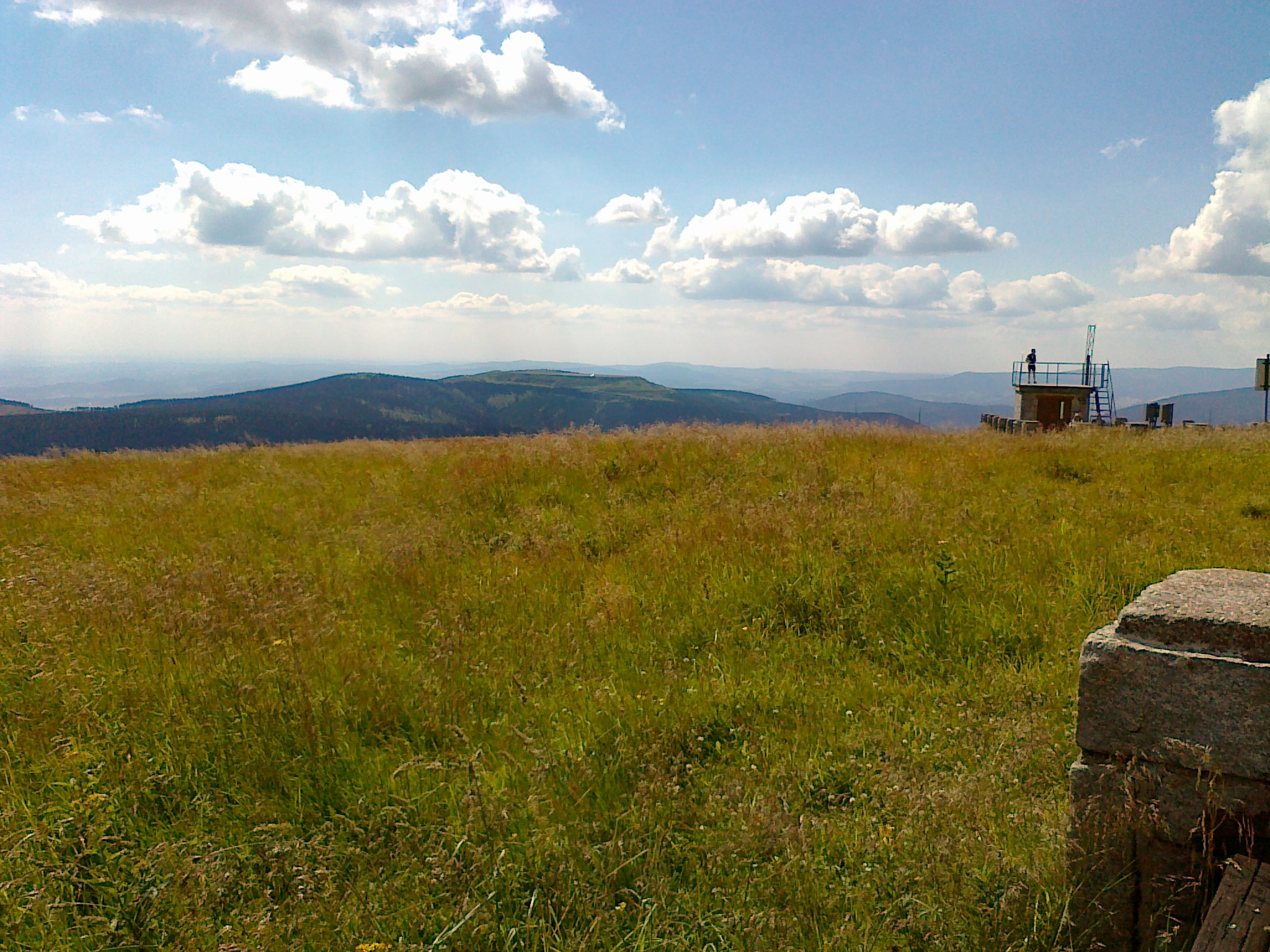
Widok ze szczytu góry Pradziad na góry: Vřesník, Dlouhé stráně (nad nią szczyt Mravenečníka), Kamenec (1) i Medvědí hora (na nią słabo widoczny szczyt góry Ucháč) (2015 rok)

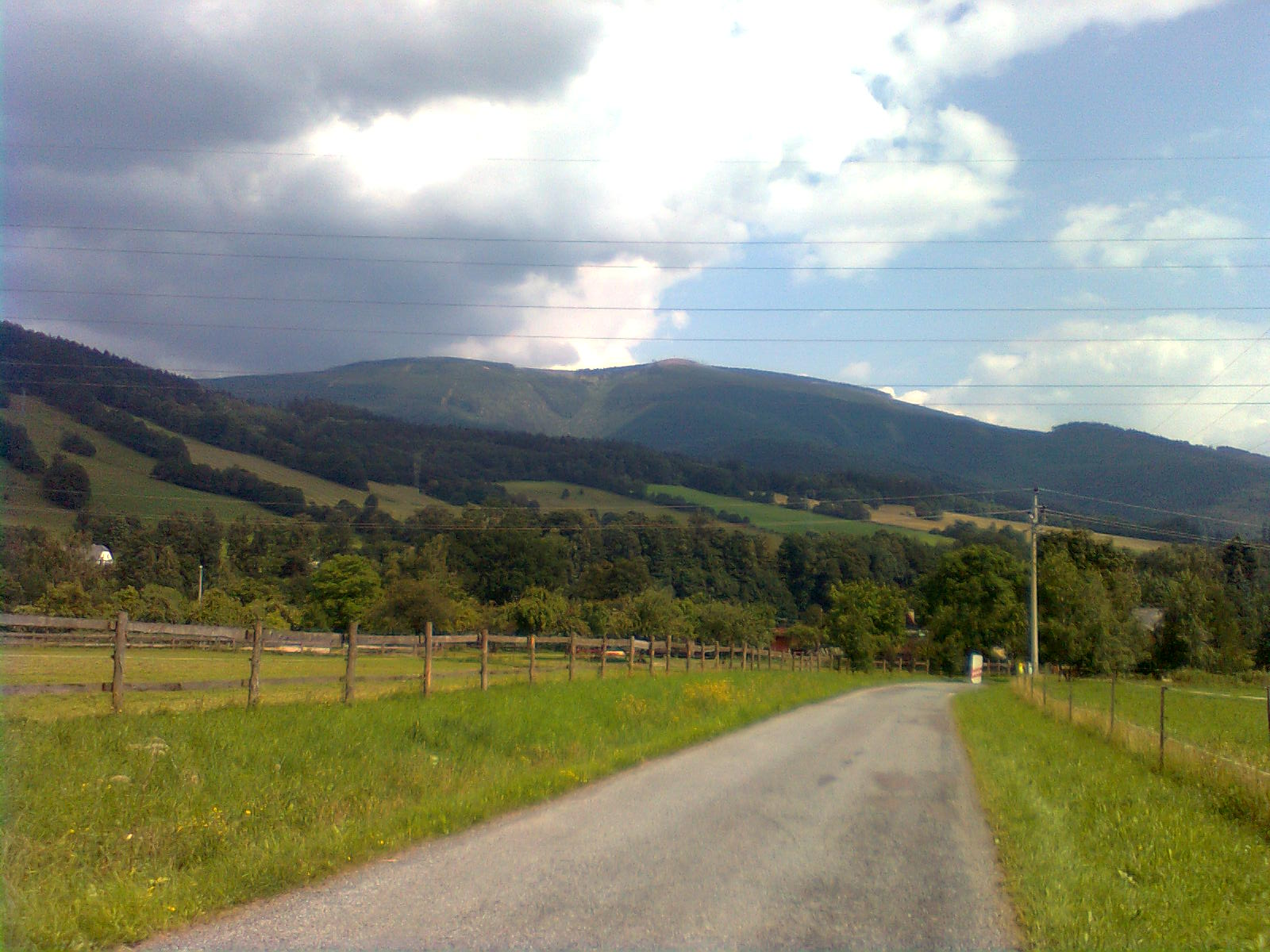
Widok z osady Rejhotice na szczyty: Kamenec (1), Mravenečník i Čepel, po lewej stok góry Skály (2) (2011 rok)

Góra Mravenečník położona jest w środkowo-zachodnim rejonie całego pasma Wysokiego Jesionika, leżąca w części Wysokiego Jesionika, w północno-zachodnim obszarze (mikroregionu) o nazwie Masyw Pradziada (cz. Pradědská hornatina) oraz usytuowana na jego łukowatym, grzbiecie bocznym, ciągnącym się od góry Hubertka do przełęczy Vlčí sedlo. Mravenečník jest górą dobrze rozpoznawalną nawet z daleka, bowiem położona jest na zachód, niedaleko charakterystycznej góry Dlouhé stráně, mającej zrównany kształt połaci szczytowej zaadaptowanej na zbiornik wodny, przypominającej kształtem trapez. Góra mająca kopulasty kształt połaci szczytowej, widoczna jest z prawej strony, patrząc od połaci zbiornika wodnego w rozpoznawalnych trzech górujących szczytach (od prawej: Mravenečník – Dlouhé stráně – Vřesník), mających tę samą niemal wysokość. Ponadto szczyt góry jest dobrze widoczny z drogi okalającej połać szczytową góry Pradziad, gdzie wyłania się nad zrównaną połacią szczytową góry Dlouhé stráně. Łatwo ją również dostrzec i zlokalizować z najbliższych wspomnianych szczytów gór Dlouhé stráně i Vřesník oraz szczytów grzbietu głównego góry Pradziad: Velký Máj, Jelení hřbet, Břidličná hora czy Pecný.
Górę ograniczają: od północy przełęcz o wysokości 1249 m n.p.m. w kierunku szczytu Kamenec (1), od północnego wschodu dolina potoku o nazwie Borový potok, od wschodu przełęcz o wysokości 1302 m n.p.m. w kierunku szczytu Dlouhé stráně, od południa dolina potoku Kamenitý potok, od południowego zachodu przełęcz o wysokości 1038 m n.p.m. w kierunku szczytu Kozí hřbet i przełęcz o wysokości 980 m n.p.m. w kierunku szczytu Čepel, od zachodu dolina nienazwanego potoku, będącego dopływem potoku Tříramenný potok oraz od północnego zachodu szczyt Jedlový vrch i dolina potoku Tmavý potok. W otoczeniu góry znajdują się następujące szczyty: od północnego zachodu Jedlový vrch i Kamenec (1), od północy Medvědí hora i Rysí skála, od północnego wschodu Tupý vrch, od wschodu Dlouhé stráně, od południowego wschodu Jestřábí vrch, od południa Jestřábí vrch–JZ, od południowego zachodu Nad myslivnou, Kozí hřbet i Čepel oraz od zachodu Seč.

### Stoki
W obrębie góry można wyróżnić pięć następujących zasadniczych stoków :
- północny
- południowy
- południowo-zachodni
- zachodni
- północno-zachodni

Występują tu wszystkie typy zalesienia: bór świerkowy, las mieszany oraz las liściasty, przy czym istnieje zróżnicowanie zalesienia zależne od położenia i usytuowania stoku. Górne partie stoków w pobliżu połaci szczytowej pokryte są łąką wysokogórską, natomiast w miarę obniżania wysokości przechodzą w bór świerkowy, a następnie w las mieszany (stok południowy, zachodni i północno-zachodni), a stok zachodni w niższych partiach nawet w las liściasty. Na stokach występują polany, a na stoku północno-zachodnim, na wysokości około 1250 m n.p.m. występuje znaczne, kilkusetmetrowe ogołocenie, natomiast na stoku zachodnim występują pasmowe zmiany wysokości zalesienia i przecinki stokowe. Na stokach nie występują grupy skalne. Ponadto u podnóża stoku zachodniego znajduje się niewielki fragment obszaru z postawionym płotem odgradzającym działkę leśną o nazwie Loučná o całkowitym areale około 1000 ha, z uwagi na żerowisko i obwód łowiecki jelenia szlachetnego. Jest to największa w powiecie ołomunieckim działka pod patronatem organizacji o nazwie Lesý ČR skupiska tego gatunku.
Stoki mają stosunkowo jednolite i mało zróżnicowane nachylenia. Średnie nachylenie stoków waha się bowiem od 15° (stok północny i północno-zachodni) do 19° (stok południowy i zachodni). Średnie nachylenie wszystkich stoków góry (średnia ważona nachyleń stoków) wynosi około 17°. Maksymalne średnie nachylenie stoku północno-zachodniego w pobliżu płynącego potoku Tmavý potok na odcinku 50 m nie przekracza 45°. Stoki pokryte są siecią dróg na których wytyczono szlaki rowerowe (m.in. Uhlířská cesta) oraz na ogół nieoznakowanych ścieżek. Przemierzając je zaleca się korzystanie ze szczegółowych map, z uwagi na zawiłości ich przebiegu, zalesienie oraz zorientowanie w terenie.

### Szczyt

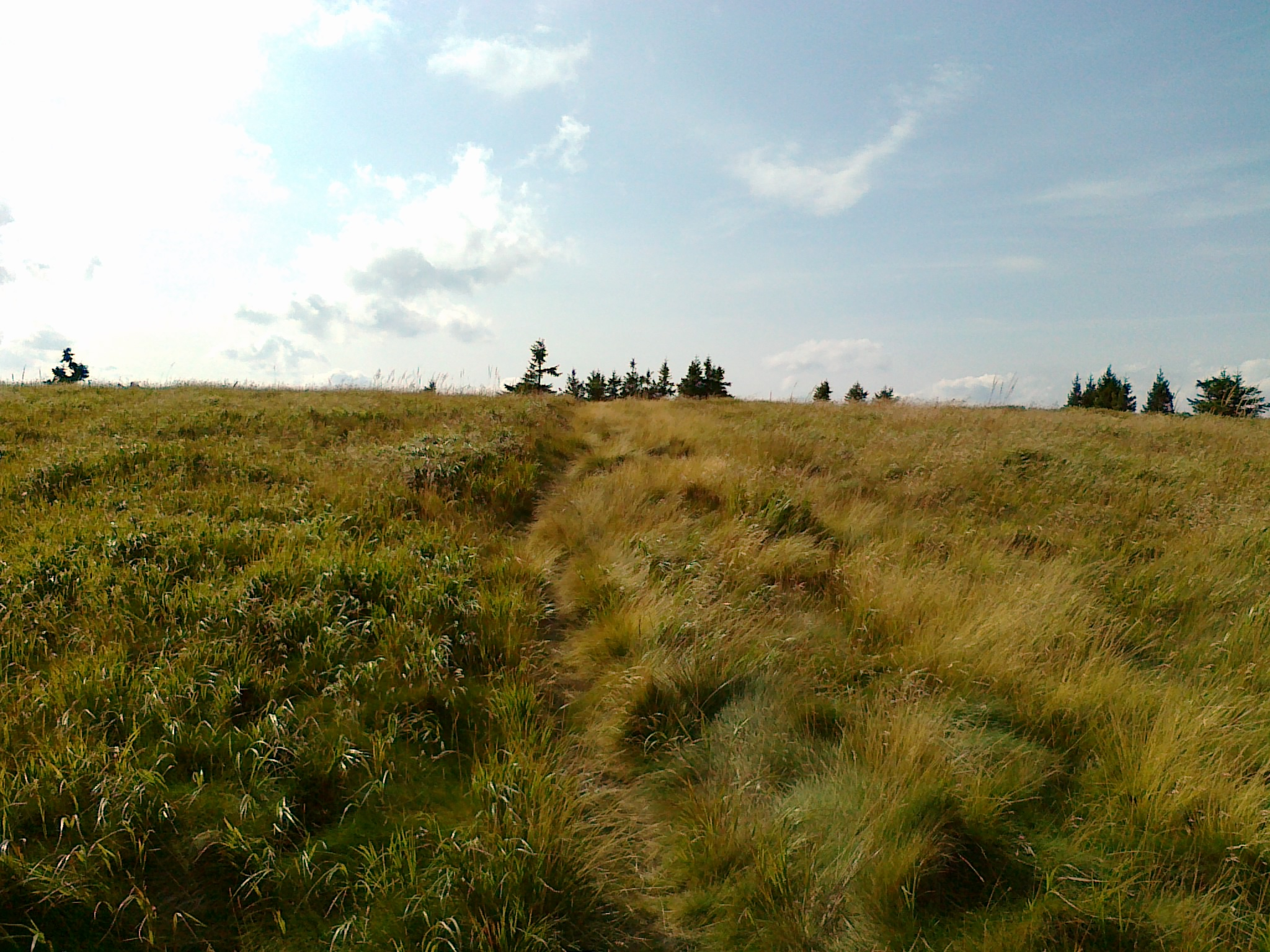
Widok na szczyt góry Mravenečník (2017 rok)

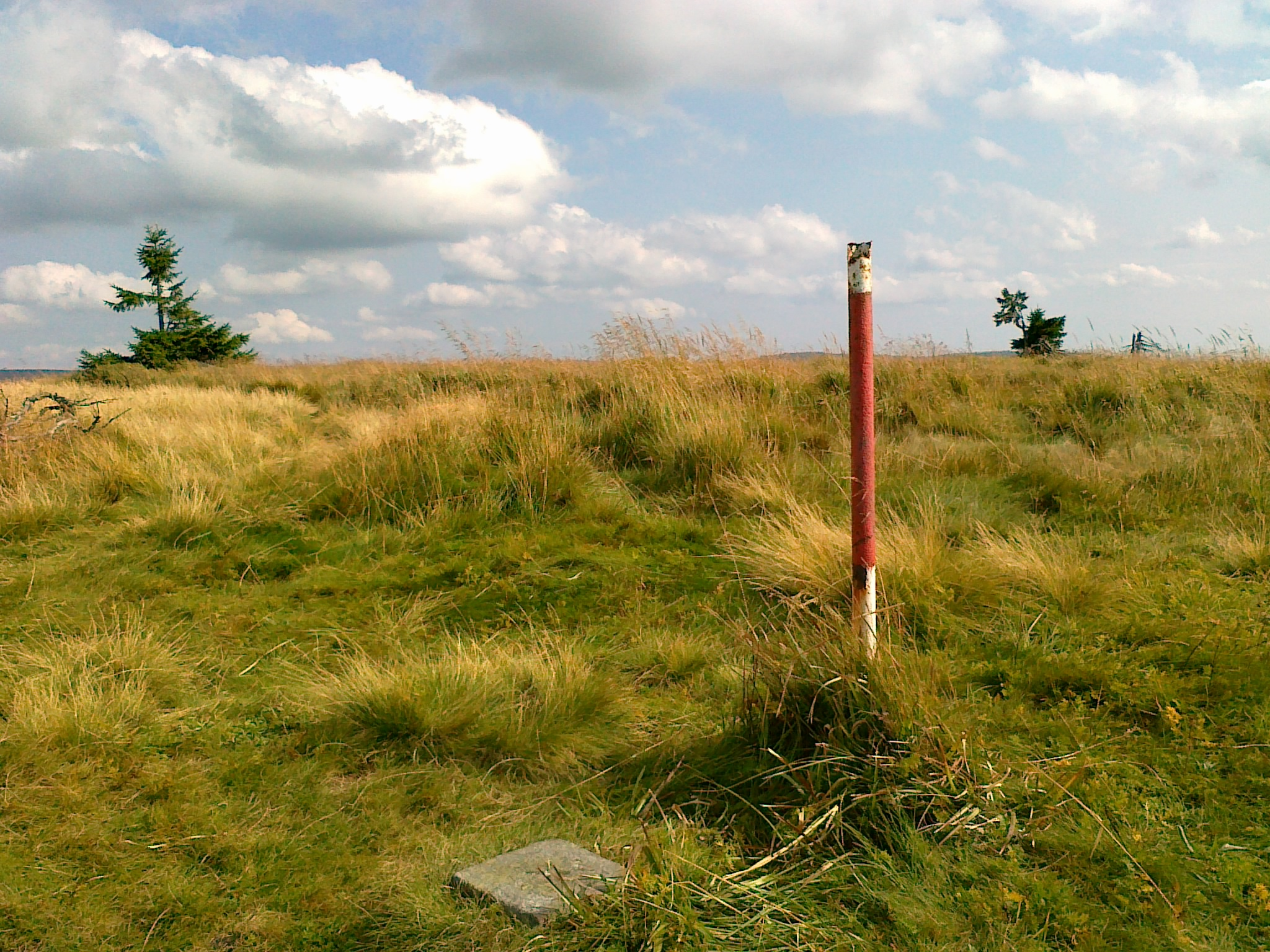
Punkt geodezyjny na połaci szczytowej góry Mravenečník (2017 rok)

Mravenečník jest górą o pojedynczym szczycie. Ze szczytu, będącego punktem widokowym, a zlokalizowanego na skrzyżowaniu nieoznakowanych trzech ścieżek, ciągnących się niemalże w linii prostej od dolnej drogi wokół góry Dlouhé stráně, od chaty Tetřeví ch. i od szczytu Kozí hřbet rozpościerają się krajobrazy na otaczające góry i miejscowości. Zgodnie z piętrowym układem stref klimatyczno-roślinnych na połaci szczytowej dominują łąki pokryte trawą wysokogórską oraz pojedynczymi świerkami i jałowcem. Na połaci szczytowej znajduje się punkt geodezyjny, oznaczony na mapach geodezyjnych numerem (26.), o wysokości 1342,73 m n.p.m. oraz współrzędnych geograficznych (50°04′17,98″N 17°08′41,00″E/50,071661 17,144722), z widocznym koło niego wywróconym stalowym słupkiem, oddalony o około 35 m na zachód od szczytu. Państwowy urząd geodezyjny o nazwie (cz. Český úřad zeměměřický a katastrální (CÚZK)) w Pradze podaje jako najwyższy punkt góry – szczyt – o wysokości 1343,7 m n.p.m. i współrzędnych geograficznych (50°04′18,1″N 17°08′42,8″E/50,071694 17,145222).
Bezpośrednio na sam szczyt góry nie prowadzi żaden szlak turystyczny. Dojście do szczytu następuje z czerwonego szlaku turystycznego , wytyczonego z osady Kouty nad Desnou, z którego biegną w linii prostej dwie ścieżki do szczytu (w tym jedna ze skrzyżowania turystycznego (cz. Mravenečník (sedlo)), z podaną na tablicy informacyjnej wysokością 1305 m. Na połaci szczytowej, w odległości około 60 m na południowy wschód od szczytu znajduje się pole do startów lotni i paralotni o nazwie PG startoviště Mravenečník.

### Geologia
Pod względem geologicznym góra Mravenečník należy do jednostki określanej jako kopuła Desny i zbudowana jest ze skał metamorficznych, głównie z: gnejsów (biotytów, muskowitów, chlorytów), fyllonitów, porfiroidów, migmatytów i amfibolitów.

### Wody
Grzbiet główny (grzebień) góry Pradziad, biegnący od przełęczy Skřítek do przełęczy Červenohorské sedlo oraz dalej do przełęczy Ramzovskiej (cz. Ramzovské sedlo) jest częścią granicy Wielkiego Europejskiego Działu Wodnego, dzielącej zlewiska Morza Bałtyckiego i Morza Czarnego . 
Szczyt wraz ze stokami położony jest na południowy zachód od tej granicy, należy więc do zlewni Morza Czarnego, do którego płyną wody m.in. z dorzecza Dunaju, będącego przedłużeniem płynących z tej części Wysokiego Jesionika górskich potoków (m.in. płynących w pobliżu góry potoków: Kamenitý potok, Borový potok, czy Tříramenný potok). Ze stoku północno-zachodniego bierze swój początek Tmavý potok . Ponadto ze stoków płynie kilka krótkich, nienazwanych potoków będących dopływami wspomnianych wcześniej potoków Kamenitý potok i Tříramenný potok. Na stokach występują nieliczne źródła:
| Źródła na stokach góry Mravenečník |                           |                           |                               |                                           |
| Lp.                                | Źródło (oznaczenie)       | Odległość od szczytu m    | Wysokość bezwzględna m n.p.m. | Współrzędne geograficzne                  |
| 1                                  | Margareta                 | 1200 na południowy zachód | 1034                          | 50°03′51″N 17°07′57″E/50,064167 17,132500 |
| 2                                  | Studánka bez jména (8946) | 750 na północny wschód    | 1137                          | 50°04′40″N 17°08′56″E/50,077778 17,148889 |

## Ochrona przyrody
Cała góra znajduje się w obrębie wydzielonego obszaru objętego ochroną o nazwie Obszar Chronionego Krajobrazu Jesioniki (cz. Chráněná krajinná oblast (CHKO) Jeseníky), a utworzonego w celu ochrony utworów skalnych, ziemnych i roślinnych oraz rzadkich gatunków zwierząt. Na stokach nie utworzono żadnych obiektów nazwanych pomnikami przyrody oraz nie wytyczono żadnych ścieżek dydaktycznych. Z góry Mravenečník pochodzi najstarsza (z początku XIX wieku) pisemna wzmianka o występowaniu jałowca pospolitego w paśmie Wysokiego Jesionika.

## Turystyka

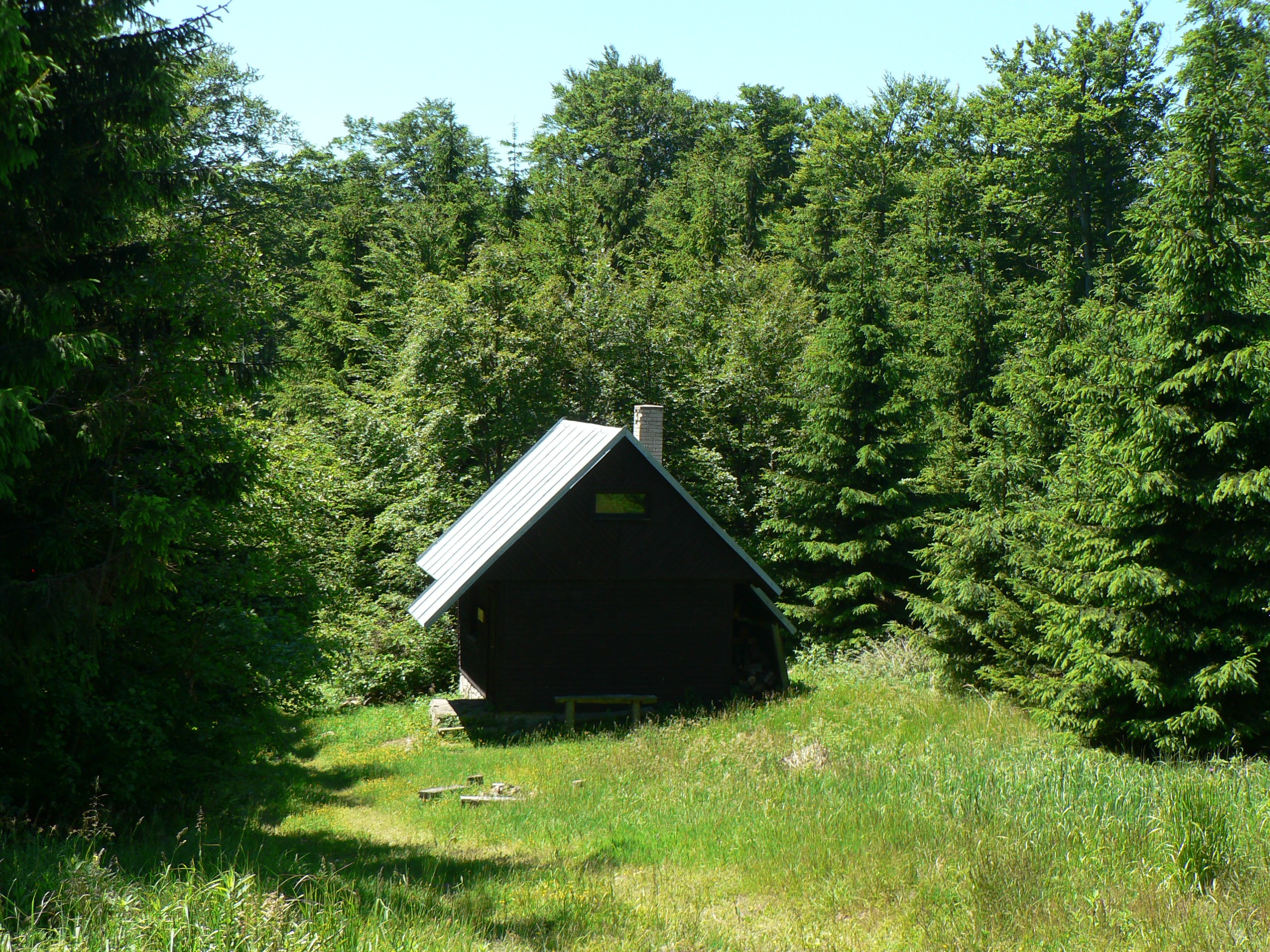
Chata Margareta blisko szczytu Kozí hřbet (2010 rok)

W obrębie szczytu i stoków nie ma żadnego schroniska turystycznego lub hotelu górskiego. Góra jest chętnie odwiedzana przez turystów i rowerzystów, a w mniejszym stopniu sam szczyt. Do najbliższej miejscowości Loučná nad Desnou z bazą hoteli i pensjonatów, jest od szczytu jest około 4 km w kierunku zachodnim.
U podnóża stoku południowo-zachodniego góry, w odległości około 1350 m na południowy zachód od szczytu, blisko szczytu Kozí hřbet znajduje się chata o nazwie Margareta, ale nie ma ona charakteru typowego schroniska turystycznego, a którą zalicza się do tzw. chat łowieckich. Prowadzi do niej ścieżka z białego szlaku rowerowego . Warto dodać, że blisko niej postawiono na stosie kamieni drewniany krzyż, który sugeruje o miejscu anonimowego pochówku.

### Szlaki turystyczne
Klub Czeskich Turystów (cz. Klub Českých Turistů) wytyczył w obrębie góry jeden szlak turystyczny na trasie:
 Kouty nad Desnou – góra Skály (2) – przełęcz U obrázku – Medvědí hora – Kamenec (1) – góra Mravenečník – szczyt Dlouhé stráně – górny zbiornik elektrowni szczytowo-pompowej Dlouhé Stráně – U Okenní štoly

### Szlaki rowerowe i trasy narciarskie
Wokół góry na stokach przebiegają również cztery szlaki rowerowe na trasach:
 Loučná nad Desnou – góra Seč – góra Čepel – góra Mravenečník – Medvědí hora – Kamenec (1) – góra Dlouhé stráně – góra Velká Jezerná – dolina rzeki Divoká Desná – Kouty nad Desnou – góra Černá stráň – przełęcz Přemyslovské sedlo – góra Tři kameny – góra Ucháč – góra Jelení skok – góra Loveč – góra Lískovec – Loučná nad Desnou
 Pod Ztracenými kameny – góra Pecný – góra Špičák – góra Jestřábí vrch – przełęcz Branka – góra Homole – góra Vřesník – góra Dlouhé stráně – góra Mravenečník – Kozí hřbet – góra Čepel – Uhlířská cesta
 Góra Mravenečník – Kamenec (1) – góra Dlouhé stráně – góra Vřesník – góra Homole – góra Vřesník – góra Dlouhé stráně – góra Mravenečník
 U Obrazku – Kamenec (1) – góra Mravenečník – Margareta (lov. ch.)
W okresach ośnieżenia wzdłuż szlaków rowerowych wytyczono trasy narciarstwa biegowego. W obrębie góry nie poprowadzono żadnej trasy narciarstwa zjazdowego.